# Francisco García Dicastillo
Francisco García Dicastillo  (Larraga, 1802-Estella, 18 de febrero de 1839) fue un militar español que alcanzó el grado de teniente de infantería al combatir en contra del régimen constitucional del Trienio Liberal durante el reinado de Fernando VII. Fue uno de los militares ajusticiados por Rafael Maroto en los fusilamientos de Estella.

## Biografía
Durante la Guerra realista (1821-1823) participó como voluntario en las acciones sobre el reino de Navarra y logró el grado de teniente de Infantería una vez finalizado el conflicto. Tras unos años en excedencia, intervino en la acción de Valcarlos (en octubre de 1830), bajo el mando de Francisco Benito Eraso, donde se enfrentaron y derrotaron a la expedición liderada por Chapalangarra, que resultó herido mortalmente, y fustrando la intentona liberal liderada por Espoz y Mina siendo ascendido a capitán y recibiendo la Cruz Laureada de San Fernando (9 de noviembre de 1830).
Militó en las filas carlistas desde 1833, al mando del 4.º batallón de Navarra, con el grado de comandante. Durante la contienda carlista participó activamente, ascendiendo a Mariscal de Campo. Fue nombrado vocal de la Diputación Foral de Navarra.
Cuando el general Maroto tomó el mando del ejército del Norte, García se opuso y entró a formar parte del grupo de conspiradores por lo que fue encarcelado y ejecutado en Estella el 18 de febrero de 1839.

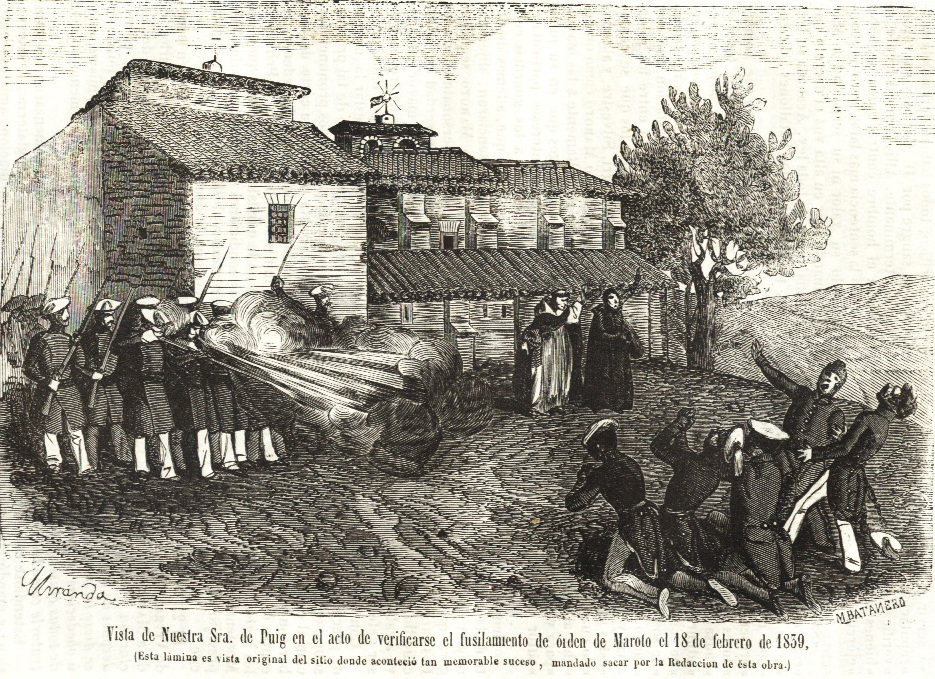